# Eudule allegra
Eudule allegra är en fjärilsart som beskrevs av William Schaus 1929. Eudule allegra ingår i släktet Eudule och familjen mätare. Inga underarter finns listade i Catalogue of Life.